# Historia de Burkina Faso

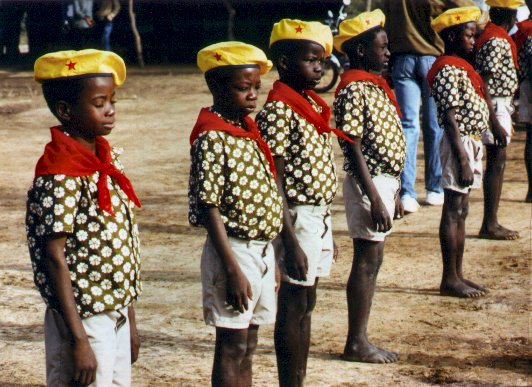
Pioneros de la Revolución de 1983-1987.

Este artículo real trata sobre la historia de Burkina Faso. Al igual que toda la región oeste de África, Burkina Faso fue poblada en épocas tempranas, cazadores-recolectores se establecieron en la parte noroeste del territorio unos 12000 a 5000 años aC, herramientas (raspadores, punzones y puntas de flechas) de estos grupos fueron descubiertas en 1973. Existen registros de asentamientos de agricultores producidos entre el 3600 y 2600 a. C., las trazas de las estructuras encontradas dan la impresión de edificios relativamente permanentes. El estudio de restos de tumbas descubiertas indica que el uso del hierro, cerámicas y piedras pulidas se desarrolló entre 1500 y 1000 años aC, como también la preocupación sobre temas espirituales.
Se han encontrado reliquias de los dogones en las zonas central-norte, norte y noroeste. Pero este pueblo abandonó la región hacia el 1500 a. C., para asentarse en los acantilados de Bandiagara.

## Antes de la colonización

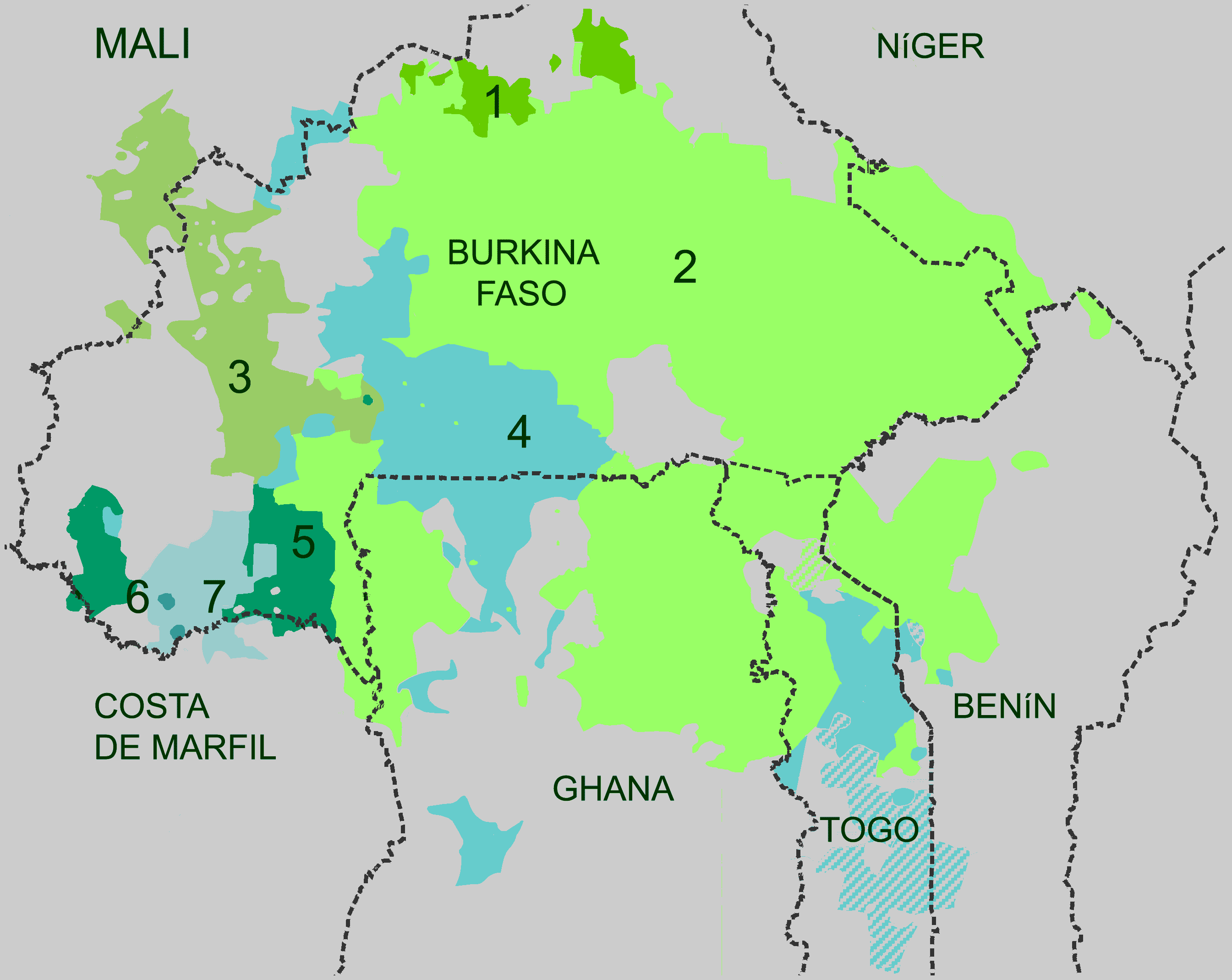
Los pueblos gur, a los que pertenecen los mossi parecen haberse expandido desde alguna región central u occidental del Burkina Fasso. Actualmente la mayor parte del territorio de Burkina Fasso está poblado por pueblos que hablan estas lenguas.

Pocas cosas se conocen acerca de la historia antigua de Burkina Faso. Una civilización neolítica produjo allí piedras talladas, motivos grabados y cerámica en el I milenio a. C. Más adelante apareció la agricultura deforestando las tierras. Un grupo de jinetes constituyó una aristocracia militar sobre esta estructura. Detentores del poder político, esos jinetes llegaron a pactos con los indígenas que siguieron siendo los propietarios del suelo. Esa organización aún se puede ver en la forma de los jefes de cantón y jefes de la tierra.
Varias olas de inmigrantes llevaron hasta allí a los Mossi entre los Siglos XI y XIV. Su integración con las tribus locales dio lugar al nacimiento de cuatro reinos de los que el más septentrional e importante, el Yatenga mantuvo relaciones conflictivas con su poderoso vecino, el Sudán, llegando incluso a conquistar Tombuctú en 1329. Dotado de una administración centralizada y de una defensa eficaz, Yatenga resistió la islamización que trataba de imponerle el imperio de los songhai.
Otras invasiones modificaron la población del actual Burkina Faso: Gurmanché, Bwa, Senufos, Gan, Bambaras y en el norte Tuareg, Peuls, Songhais y Djerma.
Otras olas de inmigración en el siglo XIX traen a la zona a musulmanes. Entre ellos están los Peuls que controlaron el este del río Volta a partir de 1810. El Mogoo Naaba de Uagadugú está bajo presión constante.

## Periodo colonial

### De las primeras colonias, a la creación de una colonia autónoma
En 1888, una primera expedición francesa llega al territorio del actual Burkina Faso, al mando del capitán Binger; en Uagadugú, este es recibido por el Mogho Naaba. Dos años más tarde, el doctor Crozat atraviesa la región y se detiene en Bobo-Diulaso, en donde es recibido por la princesa Guimbi-Uattara, y en Uagadugú, en donde también es recibido por el Mogho Naaba. El ambiente entre occidentales e indígenas se enrarece en 1891, con la expedición del capitán Monteil: visita Segú y Sikaso, pero en Uagadugú, el Mogho Naaba se niega a recibirlo. A esta le siguen otras misiones, especialmente las de Ménard y Beaulot en 1891-1892. En 1894, las tropas francesas entran en Uagadugú. 
El Mogho Naaba de Uagadugú acepta en 1896 el protectorado de los franceses, que están embarcados en una carrera colonial con los británicos. Los otros reinos mossi darán más problemas. Mientras se constituye el África Occidental Francesa hasta 1919, los territorios mossi formarán parte de una entidad llamada Alto Senegal-Níger. Durante la Primera Guerra Mundial, a pesar de que se resisten a ser enrolados, los Mossi forman la parte mayor del contingente de los Tiradores senegaleses.

### Alto Volta entre 1919 y 1958
En 1919 se constituye la colonia de Alto Volta en el actual territorio de Burkina Faso; abarca siete círculos: Gaua, Bobo-Diulasso, Dedugu, ouagadugú (capital), Dori, Say y Fada N'Gouma. Sin embargo, determinados elementos hacen que la autonomía de Alto Volta sea problemática: por una parte, las colonias vecinas deseaban hacerse con esa reserva de mano de obra, y la colonia carece de salida al mar; por otra parte, la administración colonial debe restringir sus gastos de funcionamiento. Por esa razón en septiembre de 1932, Alto Volta se desmembra para beneficiar al Sudán francés (actual Malí), a Costa de Marfil y Níger, a pesar de las protestas del Mogho Naaba. Pero tras los servicios prestados durante la Segunda Guerra Mundial, se reconstituyó Alto Volta en 1947; el Mogho Naaba Kom, el más relevante jefe tradicional burkinabés, inicia numerosas gestiones para conseguirlo, en especial escribiendo al Presidente de la República, Vincent Auriol.
La creación de nuevas infraestructuras políticas contribuye a asociar a los autóctonos a la gestión del territorio. Se eligen los primeros consejos municipales, así como una Asamblea Territorial; se envían representantes al Parlamento metropolitano, a la Asamblea de la Unión Francesa y al Gran Consejo de la AOF. El 31 de marzo de 1957, se elige por sufragio universal la nueva Asamblea territorial, y designa un gobierno de doce miembros. Daniel Ouezzin Coulibaly, diputado de Costa de Marfil pero nativo de Alto Volta, es elegido vicepresidente, y luego presidente de ese gobierno, aunque muere el 7 de septiembre de 1958.

### Hacia la independencia
La Comunidad Francesa, propuesta por referéndum el 28 de septiembre de 1958, es aprobada por el 99,5 % de los votantes, y el 75 % de los inscritos. El 11 de diciembre del mismo año se proclama la República Voltaica, que inmediatamente se adhiere a la Comunidad. En 1959, la República pasa a ser autónoma, y ya en el mes de marzo de retira del proyecto de Federación de Malí que reunía Alto Volta, Sudán francés, Dahomey y Senegal. La Asamblea territorial de 1957 pasa a ser Asamblea Constituyente y elabora una Constitución, adoptada por referéndum el 15 de marzo de 1958. 
En las elecciones legislativas del 19 de abril de 1959, el Reagrupamiento Democrático Africano (RDA) triunfa con una amplia ventaja del 70 % de los votos, y ocupa 65 de los 75 escaños de la Asamblea (y luego 71 tras dimisiones: el PRA, muy minoritario, desaparece poso después. El senador Koné Begnon es elegido presidente de la Asamblea, y Maurice Yaméogo, que había sucedido a Ouezzin Coulibaly en la presidencia del gobierno, se convierte en Presidente del Consejo de Ministros. Tras un periodo de relativa inestabilidad, la autoridad del Estado se restablece poco a poco. Yaméogo refuerza su autoridad al ser elegido cabeza del Reagrupamiento Democrático Africano el 30 de diciembre de 1959; el 4 de junio de 1960, Alto Volta pidió y obtuvo su independencia.

## Desde la independencia hasta nuestros días

### La Primera República
El país accede oficialmente a la independencia el 5 de agosto de 1960, y entra en las Naciones Unidas el 20 de septiembre. Después de tratar de imponer la Unión Democrática Voltaica como partido único, el primer presidente Maurice Yaméogo se ve obligado a dimitir el 3 de enero de 1966 tras distintos levantamientos populares. 

### Lamizana en el poder
En nombre del ejército, el teniente coronel Abubacar Sangoulé Lamizana se convierte en Presidente de la República; derriba la Primera República, instaura un régimen militar autoritario y suprime los partidos políticos. El 12 de febrero de 1969, nacionaliza las escuelas privadas católicas. El régimen va cediendo poco a poco, y el 20 de noviembre de ese año, se vuelven a autorizar los partidos políticos. El 14 de junio de 1970, el jefe del estado hace aprobar por referéndum una nueva Constitución. Así empieza la Segunda República.
Hay elecciones legislativas el 20 de diciembre de 1970. Sin embargo la democracia dura poco, porque el 8 de febrero de 1974, Lamizana da un nuevo golpe de Estado, suspende la constitución, disuelve la Asamblea nacional, acabando así con la efímera Segunda República. El ejército retoma el poder. A finales de 1974 se produce un conflicto fronterizo entre Alto Volta y Malí.
El 27 de noviembre, se aprueba por referéndum una nueva Constitución, dando lugar a la Tercera República. En las elecciones legislativas se presentan siete partidos, aunque solo se permite que sigan existiendo los tres que más votos alcanzaron. Tras ganar en las elecciones presidenciales de mayo de 1978, Lamizana se enfrenta a una huelga general en 1980. El 25 de noviembre de 1980, es derrocado por el general Saye Zerbo, que encabeza el Comité militar de Relanzamiento del Progreso Nacional (CMRPN).

### Gobierno de Thomas Sankara
Sin embargo, dos años más tarde, el 7 de noviembre de 1982, éste es derrocado a su vez, y debe ceder el poder al Consejo de Salvación del Pueblo (CSP) del comandante Jean-Baptiste Uedraogo. Este último escoge como primer ministro a Thomas Sankara, que solo permanece en el poder hasta mayo de 1983. Debido a este derrocamiento, el 4 de agosto de 1983, una parte del ejército al mando del comandante Jean-Baptiste Boukary Lengani y de los capitanes Blaise Compaoré, Thomas Sankara y Henri Zongo se subleva. El CSP es derrocado, y reemplazado por el Consejo Nacional de la Revolución (CNR). Al año siguiente, el 4 de agosto, con motivo del primer aniversario de la revolución, el país es rebautizado como Burkina Faso (País de los hombres íntegros), se escogen nuevo himno nacional y nueva bandera; también se lleva a cabo una nueva división territorial, que origina 25 provincias y 121 departamentos.
Tras 4 años de régimen revolucionario, el presidente Sankara fue derrocado a su vez por Blaise Compaoré, el 15 de octubre de 1987. Tras ese golpe de Estado Thomas Sankara muere asesinado. Blaise Compaoré alcanza el poder en 1987. El multipartidismo se instauró en 1991. Blaise Compaoré fue elegido por la primera vez en 1991, y reelegido en 1998 y 2005.

### Mandato de Compaoré
Compaoré, el Capitán Henri Zongo y el Mayor Jean-Baptiste Boukary Lengani formaron el Frente Popular (FP), [cita requerida] que prometió continuar y perseguir los objetivos de la revolución y "rectificar" las "desviaciones" de Sankara de los objetivos originales. El nuevo gobierno, al darse cuenta de la necesidad del apoyo de la burguesía, moderó tácitamente muchas de las políticas de Sankara. Como parte de un proceso de "apertura" política muy discutido, varias organizaciones políticas, tres de ellas no marxistas, fueron aceptadas bajo una organización política creada en junio de 1989 por el FP.
Algunos miembros de la izquierdista Organisation pour la Démocratie Populaire/Mouvement du Travail (ODP/MT) estaban en contra de la admisión de grupos no marxistas en el frente. El 18 de septiembre de 1989, mientras Compaoré regresaba de un viaje de dos semanas por Asia, Lengani y Zongo fueron acusados de conspirar para derrocar al Frente Popular. Fueron arrestados y ejecutados esa misma noche. Compaoré reorganizó el gobierno, nombró varios ministros nuevos y asumió la cartera de Ministro de Defensa y Seguridad. El 23 de diciembre de 1989, un destacamento de seguridad presidencial arrestó a unos 30 civiles y militares acusados de planear un golpe de Estado en colaboración con la oposición externa de Burkina Faso. El 2 de junio de 1991 se aprobó una nueva constitución para el país.
En 2005 Compaoré fue elegido para su tercer mandato. En noviembre de 2010, el presidente Compaoré fue reelecto por cuarto período consecutivo. Obtuvo el 80,2% de los votos, mientras que Hama Arba Diallo quedó en un distante segundo lugar con el 8,2 %.
En febrero de 2011, la muerte de un escolar provocó un levantamiento en todo el país, que se prolongó hasta abril de 2011, al que se sumó un motín militar y una huelga de los magistrados

## Situación actual
Sumada a la inestabilidad política del país, grupos rebeldes de índole yihadista comenzaron una serie de ataques y revueltas en el norte del país.

### Golpes de estado del año 2022
El 24 de enero de 2022, el presidente Roch Kaboré fue derrocado por un golpe militar. El teniente coronel Paul-Henri Sandaogo Damiba era el líder del Movimiento Patriótico de Salvaguardia y Restauración (MPSR), que incluía a todas las secciones del ejército. MPSR anunció que había decidido poner fin al cargo del presidente Kabore. El 31 de enero, el gobierno militar en el poder nombró al líder golpista Paul-Henri Sandaogo Damiba como presidente interino. La Unión Africana (UA) suspendió la membresía de Burkina Faso.
El 30 de septiembre de 2022 se produjo el segundo golpe militar y Damiba fue derrocado por su incapacidad para hacer frente a una insurgencia islamista. El Capitán Ibrahim Traoré asumió como líder interino. El presidente Damiba renunció y abandonó el país. El 6 de octubre de 2022, el capitán Ibrahim Traore fue nombrado oficialmente presidente de Burkina Faso.